# Main Range
Main Range är en bergskedja i Australien. Den ligger i delstaten New South Wales, i den sydöstra delen av landet, omkring 530 kilometer norr om delstatshuvudstaden Sydney.
I omgivningarna runt Main Range växer huvudsakligen savannskog. Trakten runt Main Range är nära nog obefolkad, med mindre än två invånare per kvadratkilometer. Genomsnittlig årsnederbörd är 883 millimeter. Den regnigaste månaden är januari, med i genomsnitt 140 mm nederbörd, och den torraste är augusti, med 35 mm nederbörd.